# Ushuaïa Ibiza Beach Hotel
Ushuaïa Ibiza Beach Hotel es una marca perteneciente al grupo hotelero español Palladium. La marca se fundó en 2011 tras una reunión entre Abel Matutes y Yann Pissenem. Cuenta con dos hoteles: The Ushuaïa Club y The Ushuaïa Tower. Ambos se encuentran en Playa d'en Bossa, en la isla balear de Ibiza (España).

El club tiene una capacidad para 7866 personas y es uno de los más grandes de Ibiza. Ha acogido a numerosos populares DJs.

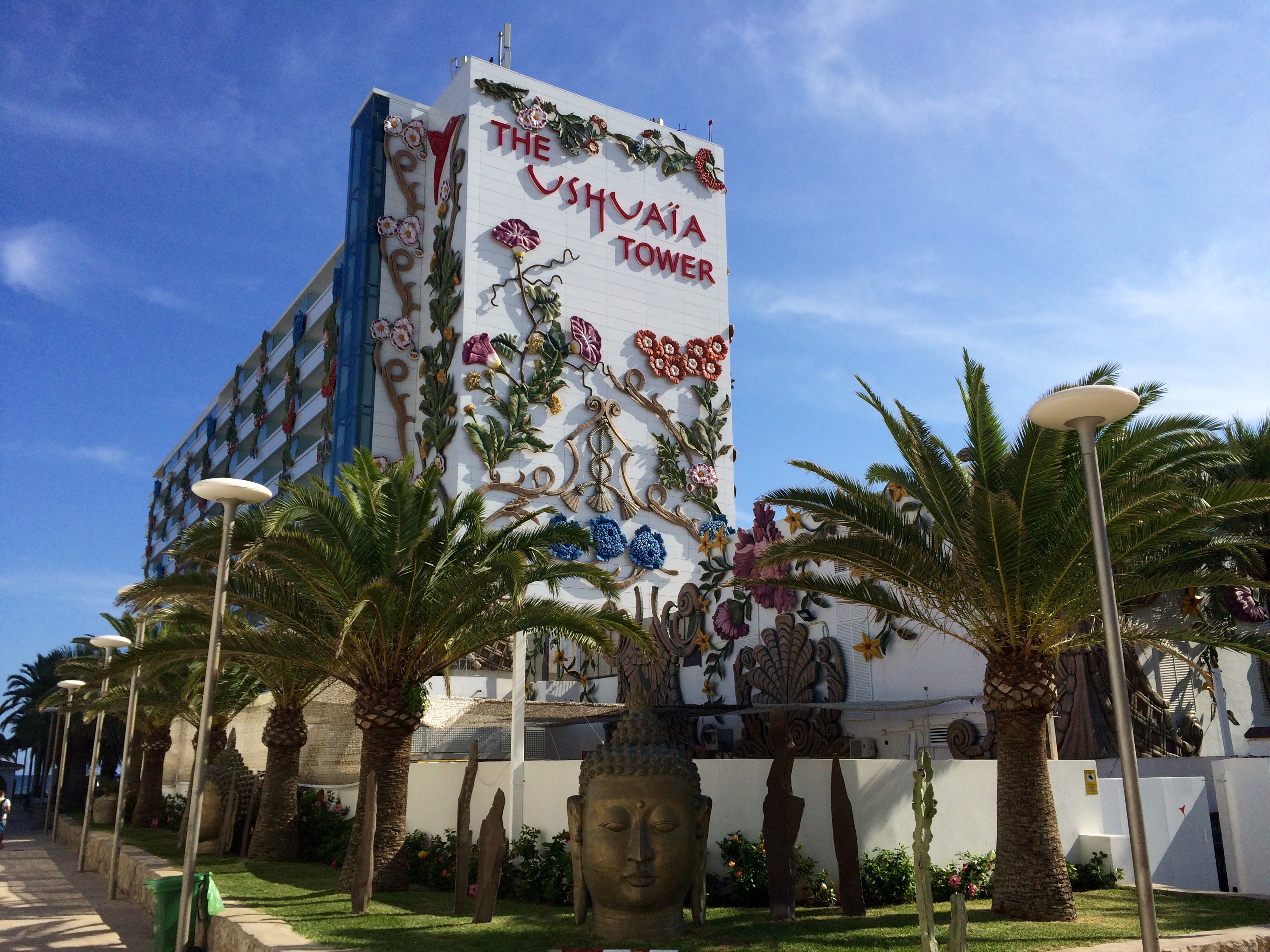
La Torre Ushuaïa.

## Descripción
El primer hotel se llama Club Ushuaïa, que abrió en 2011, y el segundo hotel se llama Torre Ushuaïa que abrió un año después, en 2012. Poseen 415 habitaciones entre los dos.
Ushuaïa es considerado como una de las mejores discotecas del mundo por la revista DJ Magazine, donde se ha mantenido en su Top 10 desde 2015. El club tiene una capacidad de 7866 personas, y es uno de los clubes más grandes y famosos de Ibiza, junto con Amnesia Ibiza. Uno  de los reclamos del hotel es que alguna de las habitaciones tienen su balcón orientado directamente hacia la pista de baile. Esta discoteca ha sido anfitrión de muchas celebridades del mundo de los DJs incluyendo David Guetta, Armin van Buuren, Swedish House Mafia, Axwell, Sebastian Ingrosso, Steve Angello, Avicii, Hardwell, Martin Garrix, Oliver Heldens y muchos otros.

## Premios y nominaciones

### Premios de Música Dance Internacional
| Año  | Categoría              | Candidatura     | Resultado |
| ---- | ---------------------- | --------------- | --------- |
| 2015 | Mejor Discoteca Global | Ushuaïa - Ibiza | Ganadora  |
| 2016 | Mejor Discoteca Global | Ushuaïa - Ibiza | Ganadora  |
| 2018 | Mejor Discoteca Global | Ushuaïa - Ibiza | Ganadora  |

## Hï Ibiza
Después de la clausura de la discoteca Space Ibiza en 2016, Ushuaïa Entertainment compró el club y lo reabrió un año más tarde bajo el nombre de Hï Ibiza. El local contiene una discoteca, un teatro y tres áreas al aire libre. Algunos artistas notables que han actuado allí incluyen a David Guetta, Martin Garrix, Armin van Buuren, Eric Prydz y Black Coffee.